# Marcus Monk
Marcus Monk (* 26. April 1986 in Lepanto, Arkansas) ist ein ehemaliger US-amerikanischer Basketball- und American-Football-Spieler. Nachdem Monk 2008 in der siebten Runde des NFL-Drafts ausgewählt worden war, konnte er sich in der Liga nicht durchsetzen und setzte seine Sportlerkarriere ab 2010 als Basketballprofi fort. Als Basketballer spielte er als Profi in der drittklassigen deutschen ProB und wurde dort 2012 „Spieler des Jahres“ dieser Spielklasse.

## Jugend
Monk besuchte bis 2004 die „East Poinsett County High School“ als weiterführende Schule und wurde als Sportler sowohl als American Footballer als auch als Basketballer ausgezeichnet. Von der „National Football Foundation“ wurde er 2004 als einer von vier Spielern zum „National High School Scholar-Athlete“ im American Football ernannt und im Basketball im gleichen Jahr zum „Mr. Basketball of Arkansas“ als bester High-School-Spieler dieses US-Bundesstaates.

## American Football
Monk blieb ab 2004 zum Studium in seinem heimatlichen US-Bundesstaat und besuchte die University of Arkansas. Dort spielte er für die Razorbacks in der Southeastern Conference (SEC) der NCAA. Zusammen mit unter anderem Darren McFadden erreichte man das Meisterschaftsfinale 2007 dieser Conference. In seiner Collegekarriere setzte Monk den Schulrekord 2004 mit 37 gefangenen Pässen als „Freshman“ (College-Rookie) und führte in dieser Statistik innerhalb der Spieler dieser Altersklasse in der SEC. In seinem dritten Jahr 2006 fing er als persönlichen Bestwert 50 Pässe in 14 Spielen. In seinem Abschlussjahr 2007 absolvierte er wegen Kniebeschwerden, die operativ behandelt wurden, nur sieben Spiele.
Während sein Mannschaftskamerad McFadden 2008 bereits an vierter Stelle im NFL Draft ausgewählt wurde, wurde Monk erst in der siebten Runde an 248. Stelle ausgewählt. Bei den Chicago Bears bekam er Ende Mai 2008 einen Vierjahresvertrag, der am 24. August 2008 vor Saisonbeginn gelöst wurde. Zwei Tage später nahmen in die New York Giants unter Vertrag. Dort schaffte er es aber auch nicht in den Saisonkader, sondern wurde nur in den Trainingskader übernommen und schließlich am 8. September 2008 endgültig entlassen. Für die folgende Spielzeit bekam er im April 2009 erneut einen Trainingsvertrag bei den Carolina Panthers. Er absolvierte dort sein letztes Vorbereitungsspiel am 3. September 2009 und wurde anschließend von den Panthers für den Saisonkader nicht mehr berücksichtigt und entlassen.

## Basketball
Bereits in seinem ersten Collegejahr hatte Monk im Winter 2004/05 einzelne Spiele für die Basketballmannschaft der Razorbacks gespielt. 2008 kehrte er an seine Hochschule zurück und wurde in den Basketballkader aufgenommen. Eine Rückkehr in die American-Football-Mannschaft der Hochschule war nach vier bestrittenen Spielzeiten nicht mehr möglich. Im Januar 2009 wurde die weitere Spielerlaubnis für Monk in der NCAA in Frage gestellt und er im Februar 2009 aus dem Spielerkader der Hochschule gestrichen.
Nachdem eine Rückkehr in die NFL 2009 auch gescheitert war, wurde Monk Basketballprofi und schloss sich in der Spielzeit 2010/11 dem deutschen Verein Hertener Löwen an, der in der drittklassigen ProB spielt, die zur 2. Basketball-Bundesliga gehört. Die Löwen hatten nach dem Erreichen eines Aufstiegsplatzes in der ProB-Saison 2009/10 keine Lizenz für die höhere Klasse ProA bekommen. In den 2010/11 neu geschaffenen Play-offs schieden die Löwen in der Viertelfinalserie aus und erreichten diesmal auch sportlich das Aufstiegsrecht nicht. Monk wurde als bester Spieler des Monats November 2010 ausgezeichnet und erreichte in der Hauptrunde die Bestwerte aller Spieler in erzielen Punkten pro Spiel und Effektivität pro Spiel. Zudem erreichte er in mehr als der Hälfte der Spiele ein Double-Double.
Für die darauffolgende Spielzeit 2011/12 wurde Monk von den Oettinger Rockets Gotha verpflichtet, die nur durch den Lizenzentzug anderer Mannschaften die Klasse gehalten hatten. Die Thüringer erreichten in der Hauptrunde den ersten Platz in der Gruppe Süd und blieben in den Play-offs um die Aufstiegsplätze unbesiegt. So erreichten sie nicht nur das sportliche Aufstiegsrecht durch den Finaleinzug, sondern gewannen auch die Meisterschaft dieser Spielklasse 2012. Monk wurde als Spieler des Jahres der ProB ausgezeichnet. Monk beendete jedoch anschließend seine Spielerlaufbahn.
Er wurde beruflich als Spielervermittler tätig.